# Oxalis psilotricha
Oxalis psilotricha är en harsyreväxtart som beskrevs av Porphir Kiril Nicolai Stepanowitsch Turczaninow. Oxalis psilotricha ingår i släktet oxalisar, och familjen harsyreväxter. Inga underarter finns listade i Catalogue of Life.